# Romain Philippoteaux
Romain Philippoteaux (Apt, Francia, 2 de marzo de 1988) es un exfutbolista francés que jugaba de centrocampista.

## Estadísticas
Actualizado al último partido disputado en su carrera.
| Club                      | Div.          | Temporada     | Liga  | Liga  | Copas nacionales | Copas nacionales | Total | Total |
| Club                      | Div.          | Temporada     | Part. | Goles | Part.            | Goles            | Part. | Goles |
| ------------------------- | ------------- | ------------- | ----- | ----- | ---------------- | ---------------- | ----- | ----- |
| U. S. Le Pontet Francia   | 4.ª           | 2012-13       | 12    | 7     | —                | —                | 12    | 7     |
| U. S. Le Pontet Francia   | Total club    | Total club    | 12    | 7     | 0                | 0                | 12    | 7     |
| Dijon F. C. O. Francia    | 2.ª           | 2012-13       | 18    | 2     | 0                | 0                | 18    | 2     |
| Dijon F. C. O. Francia    | 2.ª           | 2013-14       | 33    | 7     | 5                | 2                | 38    | 9     |
| Dijon F. C. O. Francia    | 2.ª           | 2014-15       | 21    | 7     | 5                | 2                | 26    | 9     |
| F. C. Lorient Francia     | 1.ª           | 2014-15       | 15    | 2     | 0                | 0                | 15    | 2     |
| F. C. Lorient Francia     | 1.ª           | 2015-16       | 31    | 0     | 8                | 4                | 39    | 4     |
| F. C. Lorient Francia     | 1.ª           | 2016-17       | 32    | 2     | 2                | 0                | 34    | 2     |
| F. C. Lorient Francia     | Total club    | Total club    | 78    | 4     | 10               | 4                | 88    | 8     |
| F. C. Lorient II Francia  | 4.ª           | 2016-17       | 1     | 0     | —                | —                | 1     | 0     |
| F. C. Lorient II Francia  | Total club    | Total club    | 1     | 0     | 0                | 0                | 1     | 0     |
| A. J. Auxerre Francia     | 2.ª           | 2017-18       | 35    | 11    | 5                | 3                | 40    | 14    |
| A. J. Auxerre Francia     | 2.ª           | 2018-19       | 38    | 4     | 4                | 1                | 42    | 5     |
| A. J. Auxerre Francia     | Total club    | Total club    | 73    | 15    | 9                | 4                | 82    | 19    |
| Nîmes Olympique Francia   | 1.ª           | 2019-20       | 27    | 5     | 2                | 0                | 29    | 5     |
| Nîmes Olympique Francia   | 1.ª           | 2020-21       | 3     | 1     | —                | —                | 3     | 1     |
| Nîmes Olympique Francia   | Total club    | Total club    | 30    | 6     | 2                | 0                | 32    | 6     |
| Stade Brestois 29 Francia | 1.ª           | 2020-21       | 17    | 1     | 2                | 0                | 19    | 1     |
| Stade Brestois 29 Francia | 1.ª           | 2021-22       | 1     | 0     | ―                | ―                | 1     | 0     |
| Stade Brestois 29 Francia | Total club    | Total club    | 18    | 1     | 2                | 0                | 20    | 1     |
| Dijon F. C. O. Francia    | 2.ª           | 2021-22       | 23    | 4     | 1                | 0                | 24    | 4     |
| Dijon F. C. O. Francia    | Total club    | Total club    | 95    | 20    | 11               | 4                | 106   | 24    |
| NorthEast United India    | 1.ª           | 2022-23       | 18    | 2     | 3                | 0                | 21    | 2     |
| NorthEast United India    | 1.ª           | 2023-24       | 19    | 0     | 3                | 0                | 22    | 0     |
| NorthEast United India    | Total club    | Total club    | 37    | 2     | 6                | 0                | 43    | 2     |
| Total carrera             | Total carrera | Total carrera | 344   | 55    | 40               | 12               | 384   | 67    |
| 1. 2.                     |               |               |       |       |                  |                  |       |       |